# One A.M.
One A. M. és un curtmetratge mut dirigit i interpretat quasi en exclusiva per Charles Chaplin en el qual els objectes de la casa substitueixen els actors. La pel·lícula va suposar el debut de Rollie Toteroth com a director de fotografia de Chaplin. També, a part de la primera pel·lícula que va rodar després de deixar la Keystone, és la primera vegada que Edna Purviance no va formar part del repartiment, que continuaria fent-ho en tota la resta de pel·lícules fins al 1923. Es va estrenar el 7 d'agost de 1916.

## Argument
Al principi de la pel·lícula un jove ric (Chaplin) arriba de matinada a casa seva en taxi ben borratxo. Es baralla amb la porta del cotxe per sortir i després en pagar el taxista vol entrar a casa. Com que no troba la clau pensa que l'ha oblidada i prova d'entrar per la finestra. Quan travessa la finestra posa un peu dins d'una peixera i gairebé cau quan la catifa que hi ha a sota llisca. Quan recupera l'equilibri s'adona que té la clau a la butxaca i torna per la finestra per entrar per la porta principal.
Un cop a dins xoca contra tots els mobles de la casa i rellisca amb totes les catifes. Cau entre una catifa de pell de tigre i una de linx i s'espanta molt ja que creu que són vius. Per recuperar-se intenta servir-se una copa però no aconsegueix abocar la beguda dins del got. Intenta vanament encendre una cigarreta i després diverses vegades pujar les escales cap al seu dormitori. Un gran rellotge de cucut al replà de la planta superior també suposa un problema, a causa del vaivé del seu pèndol. En el seu intent de pujar l'escala acaba fent servir un equip d'escalada.
Quan finalment arriba al dormitori intenta obrir el seu llit i l'acaba trencant. Renuncia a la idea de dormir al seu llit i va al bany. Entra a la dutxa que s'encén accidentalment i, remullat, s'estira a la banyera i s'adorm tapat per una tovallola.

## Repartiment
- Charles Chaplin (borratxo)
- Albert Austin (taxista)